# Dorsanum miran
Dorsanum miran, tên tiếng Anh: Moroccan bullia, là một loài ốc biển, là động vật thân mềm chân bụng sống ở biển thuộc họ Nassariidae.

## Miêu tả
Kích thước vỏ ốc khoảng 20 mm và 30 mm

## Phân bố
Loài này phân bố ở Đại Tây Dương dọc theo Maroc, Senegal và Angola.